# Tiro esportivo nos Jogos Pan-Americanos de 2007 - Fossa olímpica masculino
A competição de fossa olímpica masculino foi um dos eventos do tiro esportivo nos Jogos Pan-Americanos de 2007, realizado no Complexo Esportivo Deodoro.

## Medalhistas
| Ouro   | ARG Juan Carlos Dasque    |
| Prata  | USA Bret Erickson         |
| Bronze | CAN Giuseppe di Salvatore |

## Resultados

### Qualificatória
| Pos. | Atleta                    | Dia 1 | Dia 1 | Dia 1 | Dia 2 | Dia 2 | Total | S-Off |
| Pos. | Atleta                    | 1     | 2     | 3     | 1     | 2     | Total | S-Off |
| ---- | ------------------------- | ----- | ----- | ----- | ----- | ----- | ----- | ----- |
| 1    | ARG Juan Carlos Dasque    | 23    | 23    | 23    | 23    | 22    | 114   |       |
| 2    | USA Bret Erickson         | 24    | 23    | 18    | 25    | 25    | 115   |       |
| 3    | CAN Giuseppe di Salvatore | 24    | 21    | 24    | 22    | 24    | 115   |       |
| 4    | CAN Tye Bietz             | 23    | 24    | 22    | 23    | 23    | 115   |       |
| 5    | GUA Jean Pierre Brol      | 24    | 23    | 21    | 23    | 22    | 113   |       |
| 6    | PER Francisco Boza        | 22    | 23    | 23    | 20    | 24    | 112   | +1    |
| 7    | BRA Roberto Schmits       | 24    | 24    | 19    | 24    | 21    | 112   | +0    |
| 8=   | USA Mike Herman           | 23    | 21    | 21    | 24    | 22    | 111   |       |
| 8=   | BRA Rodrigo Bastos        | 23    | 23    | 20    | 23    | 22    | 111   |       |
| 10=  | BOL Cesar Nenacho         | 22    | 24    | 22    | 20    | 22    | 110   |       |
| 10=  | COL Danilo Caro           | 23    | 22    | 21    | 21    | 23    | 110   |       |
| 10=  | PER Marco Pacussich       | 22    | 23    | 25    | 19    | 21    | 110   |       |
| 10=  | CHI Francisco Vidal       | 22    | 24    | 22    | 22    | 20    | 110   |       |
| 14=  | ARG Hugo Rodulfo          | 22    | 22    | 20    | 20    | 25    | 109   |       |
| 14=  | DOM Eduardo Lorenzo       | 20    | 24    | 22    | 21    | 22    | 109   |       |
| 14=  | GUA Dany Enrique Brol     | 23    | 19    | 23    | 22    | 22    | 109   |       |
| 17=  | BAR Richard Greenidge     | 20    | 22    | 25    | 21    | 19    | 107   |       |
| 17=  | DOM Domingo Lorenzo       | 22    | 21    | 20    | 21    | 23    | 107   |       |
| 17=  | MEX Alejandro Avila       | 23    | 25    | 23    | 17    | 19    | 107   |       |
| 20   | MEX Ramon Toca Treviño    | 22    | 21    | 20    | 18    | 24    | 105   |       |
| 21   | PUR Jose Torres Laboy     | 25    | 21    | 21    | 20    | 17    | 104   |       |
| 22   | CHI Claudio Bernabe       | 20    | 24    | 19    | 22    | 18    | 103   |       |
| 23   | CAY Christopher Jackson   | 18    | 20    | 22    | 19    | 17    | 96    |       |
| 24   | COL Hernando Vega         | 18    | 19    | 23    | 16    | 18    | 94    |       |
| 25   | AHO Michel Daou           | 20    | 16    | 19    | 18    | 20    | 93    |       |

## Final
| Pos. | Atleta                    | Qual. | Final | Total |                                  | S-Off |
| ---- | ------------------------- | ----- | ----- | ----- | -------------------------------- | ----- |
| Ouro | ARG Juan Carlos Dasque    | 114   | 24    | 138   | Recorde dos Jogos Pan-Americanos |       |
| Ouro | USA Bret Erickson         | 115   | 22    | 137   |                                  |       |
| Ouro | CAN Giuseppe di Salvatore | 115   | 19    | 134   |                                  | +4    |
| 4    | GUA Jean Pierre Brol      | 113   | 21    | 134   |                                  | +3    |
| 5    | CAN Tye Bietz             | 115   | 17    | 132   |                                  |       |
| 6    | PER Francisco Boza        | 112   | 19    | 131   |                                  |       |

Legenda
| Recorde mundial                  | Recorde mundial (World record)               |                       | Recorde africano                      | Recorde africano (African) |                                           | Q | Classificado por posição (Qualified) |
| Recorde dos Jogos Pan-Americanos | Recorde pan-americano (Pan-American record)  | Recorde da América    | Recorde da América (Americas)         | q                          | Classificado por melhor tempo (Qualified) |   |                                      |
| Melhor marca do ano              | Melhor marca do ano (World leading)          | Recorde asiático      | Recorde asiático (Asian)              | DNS                        | Não largou (Did not start)                |   |                                      |
| Recorde nacional                 | Recorde nacional (National record)           | Recorde europeu       | Recorde europeu (European)            | DNF                        | Não terminou (Did not finish)             |   |                                      |
| Recorde pessoal                  | Recorde pessoal do atleta (Personal best)    | Recorde da Oceania    | Recorde da Oceania (Oceania)          | DSQ / DQ                   | Desclassificado (Disqualified)            |   |                                      |
| Recorde da temporada             | Recorde da temporada do atleta (Season best) | Recorde sul-americano | Recorde sul-americano (South America) | NM                         | Sem marca (No mark)                       |   |                                      |